# バージル・ミラー
バージル・ラスマス・ミラー（Virgil Rasmuss Miller, 1900年11月11日 - 1968年8月5日）は、アメリカ合衆国の軍人。アメリカ陸軍に所属し、第二次世界大戦中に日系二世部隊である第442連隊戦闘団の指揮官を務めた。ミラーによる指揮の元、第442連隊戦闘団は北東フランスのヴォージュ山脈にて包囲されていた第36歩兵師団第141歩兵連隊第1大隊（失われた大隊）の救出を成功させている。最終階級は大佐。

## 入隊まで
1900年、プエルトリコの西海岸に位置するサンヘルマンにて生を受ける。1915年、一家はサンフアンに引っ越し、ここで父ポール・ガーランド・ミラー博士(Paul Gerard Miller)は教育長官(Commissioner of Education)に就任し、1921年まで務めた。バージル・ミラーと兄弟達はサンフアンのエルカリベ高校(El Caribe High School)で中等教育を終えた。第一次世界大戦中、ミラーは地元民兵組織であるプエルトリコ防衛隊(Puerto Rico Home Guard)に参加している。1920年、プエルトリコ知事アーサー・イエーガーの推薦でアメリカ陸軍士官学校への入校が決定する。

## 軍歴

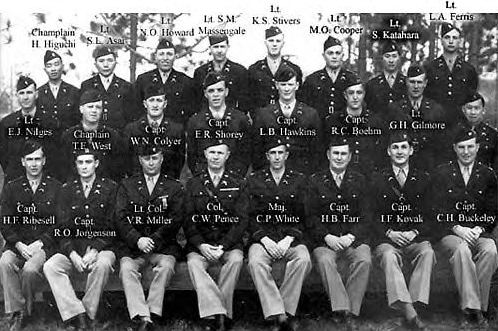
第442連隊幕僚の集合写真。最前列左から3番目がミラー。（1945年撮影）

1924年、陸軍士官学校を卒業したミラーは歩兵科少尉に任官する。1925年にはアン・マクゴーレン(Ann McGoughran)と結婚し、1926年にはプエルトリコのキャンプ・ラス・カサスに駐屯するプエルトリコ人部隊第65歩兵連隊に配属される。1940年、ハワイ州の第21歩兵旅団に転属となり、その後オアフ島スコフィールド兵舎に駐屯する第24歩兵師団に転属。
1941年12月7日、大日本帝国による真珠湾攻撃を受けてアメリカ合衆国は第二次世界大戦に参戦した。1943年6月、ミラーは第442連隊戦闘団の副連隊長(Executive Officer:海軍艦艇の場合の「副長」にあたる)に任命される。同戦闘団は第442歩兵連隊、第522野戦砲兵大隊、第232戦闘工兵中隊、第206陸軍軍楽隊、第100歩兵大隊（ハワイ州兵）から構成されていた。所属する兵士のほとんどは招集を受けた日系二世で、彼らの中には家族を強制収容所に残したままの者も多かった。
ミラーは第442連隊戦闘団の副指揮官ないし指揮官として、ローマ＝アモ、アペニン山脈北部、ポー平原方面での作戦に参加した。

### 「失われた大隊」
1944年10月、第36歩兵師団第141歩兵連隊第1大隊はブリュイエール方面に進出する。しかし、あまりにも突出し過ぎたためにドイツ軍に後方を遮断されて孤立してしまった。この時、第1大隊を救出するべく派遣されたのがミラー中佐に率いられた第442連隊戦闘団の将兵であった。
10月26日、第442連隊戦闘団は包囲部隊に対する攻撃を開始した。苛烈な白兵戦の中で第442連隊戦闘団は大きな損害を被りながらも戦い続け、10月30日にはついに第1大隊の救出を果たしたのである。後にミラーが語ったところによれば、この戦闘で救出された兵士は211名だったが、その3倍以上にもなる800人以上の兵士が負傷ないし戦死したという。救出作戦の後、第442連隊戦闘団および第1大隊はそれぞれ補充を受けて前線に復帰した。この戦功から大佐に昇進したミラーは第442連隊戦闘団の連隊長(Regimental Commander)に就任している1945年1月5日、ミラーはかつて勤務した第65歩兵連隊の連隊長に任命されるが、1月17日にはこの職を辞して第442連隊戦闘団連隊長職への復帰を選んだ。また、彼は「失われた大隊」の救出によって銀星章を受章している。

### ポー平原
1945年4月、第442連隊戦闘団は第92歩兵師団を援護するべく、ゴシック線西部にあたるピサ方面への陽動攻撃に参加した。
ドイツ軍のイタリア方面司令官アルベルト・ケッセルリンク元帥は、アペニン山脈にて繰り抜いた岩山をコンクリートで補強する山岳要塞の建設を行わせていた。こうした山岳要塞には大量の機関銃が運び込まれ、連合軍の進撃を足止めしていたのである。1945年4月5日、ミラーと第3大隊長アルフレッド・A・プーサル中佐(Alfred A. Pursall)は山岳要塞に対する挟撃を計画し、同日深夜に隊員と共に完全軍装(full fighting gear)で山を3,000-フート (910 m)ほど登った。
4月6日早朝、ミラーに率いられた部隊はドイツ軍への奇襲攻撃を図ったが、地雷の爆発によって存在を察知され、激しい抵抗に直面した。丸一日を費やした戦いの後、最後の山岳要塞だったセレッタ山(Cerreta)が陥落し、ゴシック線は突破された。その後、ミラーと第442連隊戦闘団はフォロゴリット山(Mt. Fologorito)、マッサ、ラ・スペツィア海軍基地（ここで彼らは潜水艦を鹵獲している）、トリノなどの占領に参加した。
1945年6月、ミラーは第442連隊戦闘団連隊長の職を退いた。ミラーの指揮下にある間、第442連隊戦闘団からは21人の名誉勲章受章者、52人の殊勲十字章受章者（このうち12人は2000年に改めて名誉勲章を授与された）、1人の陸軍殊勲章受章者、560人の銀星章受章者（このうち28人は2回の受章を意味する柏葉章付き）、7人の殊勲部隊章受章者（このうち5人は同じ月に受章）が出ている。現在、第442連隊戦闘団はアメリカ軍の歴史の中で最も受勲者を輩出した部隊とも言われている。
1945年5月6日、第442連隊戦闘団の戦死者追悼式典にて、ミラーは次のように語った。
我が戦友たちが示した献身は偉大なものであった。我らは彼らを忘れてはならない。これからも続く戦いの中で、あるいは平和がもたらされた後の戦いの中で。諸君の責務はより激しく、困難なものに、そして極めて長いものになっていくだろう。

## その後
ミラーは1947年までイタリア駐留軍に勤務した後、トルコで歩兵科顧問として務めた。また、ペンシルベニア州立大学、リーハイ大学、ミシガン大学にて軍事科学、軍事戦術の教授を務めた。1954年に陸軍を退役した後はマサチューセッツ工科大学に民間研究員として勤務し、1963年の退職まで務めた。
1968年8月5日、ミシガン州アナーバーにて死去。最高級の軍隊葬をもってアーリントン国立墓地に埋葬された。葬儀の際、第442連隊の元隊員ダニエル・イノウエ上院議員の協力により、ハワイのスコフィールド兵舎に保管されていた第442連隊の連隊旗が掲げられた。家族は妻アン、2人の息子ウィリアムとリチャード、娘ジュリアがあった。

## 受章
ミラーは陸軍将校として次の勲章等を受章している。
- 銀星章
- レジオン・オブ・メリット
- 銅星章 - 柏葉章付
- 殊勲部隊章（英語版）
- アメリカ防衛従軍記章
- アジア・太平洋戦線記念記章（英語版） - 銅星章付
- ヨーロッパ・アフリカ・中東戦線記念記章（英語版） - 銅星章4つ付
- 第二次世界大戦戦勝記念章
- 国土防衛従軍章
- 戦功十字章（英語版） - フランス勲章、銀星章付
- 戦功十字章（英語版） - イタリア勲章
- 戦闘歩兵記章（英語版）